# Comuna Krutkî, Ciornobai
Krutkî (în ucraineană Крутьки) este o comună în raionul Ciornobai, regiunea Cerkasî, Ucraina, formată din satele Cehivka și Krutkî (reședința).

## Demografie
Componența lingvistică a comunei Krutkî
     Ucraineană (97,64%)
     Rusă (2,12%)
     Alte limbi (0,1%)
Conform recensământului din 2001, majoritatea populației comunei Krutkî era vorbitoare de ucraineană (97,64%), existând în minoritate și vorbitori de rusă (2,12%).